# العين الذهبية
العين الذهبية هو فيلم تجسس أنتج عام 1995 ، وهو الفيلم السابع عشر في سلسلة جيمس بوند من إنتاج شركة إيون للإنتاج ، والأول من بطولة بيرس بروسنان في دورعميل MI6 الخيالي جيمس بوند . أخرجه مارتن كامبل ، وكان الأول في السلسلة الذي لم يستخدم أي عناصر قصة من أعمال الروائي إيان فليمنج . كان أيضًا أول فيلم لجيمس بوند لم ينتجه ألبرت آر بروكولي ، بعد تنحيه عن شركة إيون للإنتاج واستبداله بابنته باربرا بروكولي (مع مايكل جي ويلسون).على الرغم من أن ألبرت كان لا يزال يعمل كمنتج استشاري؛ كان هذا هو مشروعه السينمائي الأخير قبل وفاته عام 1996). تم تصميم القصة وكتابتها بواسطة مايكل فرانس ، بالتعاون لاحقًا مع كتاب آخرين. في الفيلم، يحارب بوند لمنع عميل MI6 السابق المارق ( شون بين ) من استخدام سلاح الأقمار الصناعية ضد لندن للتسبب في انهيار مالي عالمي.
صدر الفيلم بعد توقف دام ست سنوات في المسلسل بسبب نزاعات قانونية، انتهى خلالها عقد تيموثي دالتون لدور جيمس بوند وحل محله بروسنان. تمت إعادة صياغة الشخصية M أيضًا، حيث أصبحت الممثلة جودي دينش أول امرأة تصور الشخصية، لتحل محل روبرت براون . تم أيضًا إعادة صياغة دور Miss Moneypenny ، حيث تم استبدال كارولين بليس بسامانثا بوند ؛ كان ديزموند لويلين هو الممثل الوحيد الذي أعاد تمثيل دوره كـ Q. كان هذا أول فيلم بوند يتم إنتاجه بعد تفكك الاتحاد السوفيتي ونهاية الحرب الباردة، والتي قدمت خلفية للمؤامرة. تم التصوير الفوتوغرافي الرئيسي لـ GoldenEye في المملكة المتحدة وروسيا ومونت كارلو وبورتوريكو ؛ كان هذا هو الإنتاج السينمائي الافتتاحي الذي سيتم تصويره في استوديوهات Leavesden . كان فيلم GoldenEye أول فيلم بوند يستخدم الصور المولدة بالكمبيوتر (CGI)، وكان أيضًا الفيلم الأخير لمشرف المؤثرات الخاصة ديريك ميدينجز ، وكان مخصصًا لذكراه.
حقق الفيلم إجماليًا عالميًا يزيد عن 350 مليون دولار أمريكي، وهو أفضل بكثير من أفلام دالتون، دون أخذ التضخم في الاعتبار. لقد تلقى مراجعات إيجابية، حيث رأى النقاد أن بروسنان يمثل تحسنًا واضحًا عن سلفه.كما حصل أيضًا على ترشيحات لجوائز أفضل مؤثرات بصرية خاصة وأفضل صوت من الأكاديمية البريطانية لفنون السينما والتلفزيون.

## وصلات خارجية
- العين الذهبية على موقع IMDb (الإنجليزية)
- العين الذهبية على موقع ميتاكريتيك (الإنجليزية)
- العين الذهبية على موقع الموسوعة البريطانية (الإنجليزية)
- العين الذهبية على موقع روتن توميتوز (الإنجليزية)
- العين الذهبية على موقع نتفليكس (الإنجليزية)
- العين الذهبية على موقع قاعدة بيانات الأفلام العربية
- العين الذهبية على موقع ألو سيني (الفرنسية)
- العين الذهبية على موقع Turner Classic Movies (الإنجليزية)
- العين الذهبية على موقع أول موفي (الإنجليزية)
- العين الذهبية على موقع بوكس أوفيس موجو (الإنجليزية)

1. ↑  مذكور في: قاعدة بيانات الأفلام التشيكية السلوفاكية. لغة العمل أو لغة الاسم: التشيكية. تاريخ النشر: 2001.